# Alpen Cup kobiet w skokach narciarskich 2020/2021
Alpen Cup kobiet w skokach narciarskich 2020/2021 – 13. edycja Alpen Cup kobiet. Cykl rozpoczął się 12 września 2020 w niemieckim Berchtesgaden, a zakończył się 13 marca 2021 roku we francuskim Prémanon.
Tytułu sprzed roku broniła Włoszka Jessica Malsiner.

## Kalendarz i wyniki
| Lp.                                        | Data                                       | Miejscowość                                | Skocznia                                   | HS                                         | Uwagi                                      | 1. miejsce              | 2. miejsce         | 3. miejsce              |
| ------------------------------------------ | ------------------------------------------ | ------------------------------------------ | ------------------------------------------ | ------------------------------------------ | ------------------------------------------ | ----------------------- | ------------------ | ----------------------- |
| –                                          | 9 sierpnia 2020                            | Klingenthal                                | Vogtlandschanzen                           | HS-85                                      | –                                          | odwołany                | odwołany           | odwołany                |
| –                                          | 10 sierpnia 2020                           | Klingenthal                                | Vogtlandschanzen                           | HS-85                                      | –                                          | odwołany                | odwołany           | odwołany                |
| –                                          | 12 sierpnia 2020                           | Pöhla                                      | Pöhlbachschanze                            | HS-66                                      | –                                          | odwołany                | odwołany           | odwołany                |
| –                                          | 13 sierpnia 2020                           | Pöhla                                      | Pöhlbachschanze                            | HS-66                                      | –                                          | odwołany                | odwołany           | odwołany                |
| –                                          | 14 sierpnia 2020                           | Bischofsgrün                               | Ochsenkopfschanze                          | HS-71                                      | –                                          | odwołany                | odwołany           | odwołany                |
| –                                          | 15 sierpnia 2020                           | Bischofsgrün                               | Ochsenkopfschanze                          | HS-71                                      | –                                          | odwołany                | odwołany           | odwołany                |
| 1.                                         | 12 września 2020                           | Berchtesgaden                              | Kälbersteinschanzen                        | HS-98                                      | [ a ]                                      | Jerneja Repinc Zupančič | Michelle Göbel     | Klára Ulrichová         |
| 2.                                         | 13 września 2020                           | Berchtesgaden                              | Kälbersteinschanzen                        | HS-98                                      | [ a ]                                      | Klára Ulrichová         | Veronika Jenčová   | Hannah Wiegele          |
| –                                          | 26 września 2020                           | Kandersteg                                 | Nordic Arena                               | HS-74                                      | –                                          | odwołany                | odwołany           | odwołany                |
| –                                          | 27 września 2020                           | Kandersteg                                 | Nordic Arena                               | HS-74                                      | –                                          | odwołany                | odwołany           | odwołany                |
| 3.                                         | 18 grudnia 2020                            | Seefeld                                    | Toni-Seelos-Olympiaschanze                 | HS-109                                     | –                                          | Nika Prevc              | Nika Vetrih        | Camilla Henni Comazzi   |
| 4.                                         | 19 grudnia 2020                            | Seefeld                                    | Toni-Seelos-Olympiaschanze                 | HS-109                                     | –                                          | Nika Prevc              | Vanessa Moharitsch | Jerneja Repinc Zupančič |
| 5.                                         | 23 stycznia 2021                           | Oberhof                                    | Kanzlersgrund                              | HS-100                                     | [ b ]                                      | Hannah Wiegele          | Nika Prevc         | Vanessa Moharitsch      |
| 6.                                         | 24 stycznia 2021                           | Oberhof                                    | Kanzlersgrund                              | HS-100                                     | [ b ]                                      | Hannah Wiegele          | Vanessa Moharitsch | Nika Prevc              |
| 7.                                         | 12 marca 2021                              | Prémanon                                   | Les Tuffes                                 | HS-90                                      | –                                          | Joséphine Pagnier       | Nika Prevc         | Vanessa Moharitsch      |
| 8.                                         | 13 marca 2021                              | Prémanon                                   | Les Tuffes                                 | HS-90                                      | –                                          | Nika Prevc              | Vanessa Moharitsch | Julia Mühlbacher        |
| Alpen Cup 2020/2021 – klasyfikacja końcowa | Alpen Cup 2020/2021 – klasyfikacja końcowa | Alpen Cup 2020/2021 – klasyfikacja końcowa | Alpen Cup 2020/2021 – klasyfikacja końcowa | Alpen Cup 2020/2021 – klasyfikacja końcowa | Alpen Cup 2020/2021 – klasyfikacja końcowa | Nika Prevc              | Vanessa Moharitsch | Hannah Wiegele          |

## Statystyki indywidualne
| Zawodniczka | Berchtesgaden 12.09 | Berchtesgaden 13.09 | Seefeld 18.12 | Seefeld 19.12 | Oberhof 23.01 | Oberhof 24.01 | Prémanon 12.03 | Prémanon 13.03 |
| Austria | Austria             | Austria             | Austria       | Austria       | Austria       | Austria       | Austria        | Austria        |
| --- | ------------------- | ------------------- | ------------- | ------------- | ------------- | ------------- | -------------- | -------------- |
| Sophie Kothbauer | 14                  | 12                  | 8             | 9             | 20            | 15            | dns            | –              |
| Vanessa Moharitsch | 7                   | 5                   | 7             | 2             | 3             | 2             | 3              | 2              |
| Julia Mühlbacher | 5                   | 9                   | –             | dns           | –             | –             | 4              | 3              |
| Sahra Schuller | 26                  | 23                  | 22            | 21            | 7             | 4             | 22             | 13             |
| Hannah Wiegele | 29                  | 3                   | 5             | 5             | 1             | 1             | –              | –              |
| Czechy |                     |                     |               |               |               |               |                |                |
| Jolana Hradilová | 32                  | 32                  | –             | –             | –             | –             | –              | –              |
| Anežka Indráčková | 24                  | 12                  | –             | –             | –             | –             | –              | –              |
| Veronika Jenčová | 4                   | 2                   | –             | –             | –             | –             | –              | –              |
| Tereza Koldovská | 31                  | 28                  | –             | –             | –             | –             | –              | –              |
| Klára Ulrichová | 3                   | 1                   | –             | –             | –             | –             | –              | –              |
| Francja |                     |                     |               |               |               |               |                |                |
| Emma Chervet | 30                  | 31                  | 30            | 28            | 25            | 27            | 28             | 29             |
| Lexane Durand Poudret | –                   | –                   | –             | –             | –             | –             | 31             | 30             |
| Joséphine Pagnier | –                   | –                   | –             | –             | –             | –             | 1              | dns            |
| Susie Penet | –                   | –                   | 31            | 30            | –             | –             | –              | –              |
| Lilou Zepchi | 12                  | 20                  | 9             | 16            | 13            | 21            | 21             | 18             |
| Liechtenstein |                     |                     |               |               |               |               |                |                |
| Alina Büchel | 27                  | 24                  | –             | –             | –             | –             | –              | –              |
| Niemcy |                     |                     |               |               |               |               |                |                |
| Lia Böhme | 10                  | 10                  | 17            | 19            | 6             | 5             | 15             | 16             |
| Ronja Drax | –                   | –                   | –             | –             | –             | –             | 30             | 23             |
| Joanna Eberle | –                   | –                   | 25            | 24            | –             | –             | –              | –              |
| Christina Feicht | 23                  | 29                  | 21            | 23            | 24            | 20            | 23             | 26             |
| Michelle Göbel | 2                   | 26                  | 16            | 14            | 8             | 6             | 7              | 6              |
| Alina Ihle | 17                  | 14                  | –             | –             | 15            | 13            | dns            | –              |
| Anna Jäkle | 25                  | 21                  | –             | –             | –             | –             | –              | –              |
| Sina Kiechle | –                   | –                   | –             | –             | –             | –             | 18             | 21             |
| Selina Kölle | –                   | –                   | 18            | 10            | 17            | 19            | –              | –              |
| Pia Lilian Kübler | 14                  | 7                   | 15            | 18            | 16            | 18            | 12             | 15             |
| Josephin Laue | –                   | –                   | –             | –             | 4             | 8             | 29             | 25             |
| Amelie Thannheimer | –                   | –                   | 10            | 17            | 22            | 17            | 27             | 22             |
| Słowenia |                     |                     |               |               |               |               |                |                |
| Taja Bodlaj | –                   | –                   | –             | –             | –             | –             | 8              | 4              |
| Veronika Istenič | 28                  | 25                  | –             | –             | –             | –             | –              | –              |
| Ana Jereb | 16                  | 17                  | –             | –             | 23            | 24            | –              | –              |
| Jerica Jesenko | 18                  | 16                  | 20            | 25            | 10            | 9             | 9              | 20             |
| Tinkara Komar | –                   | –                   | 13            | 12            | 5             | 7             | 5              | 8              |
| Nika Krašovic | 11                  | 8                   | 24            | 20            | 19            | 14            | 13             | 24             |
| Lara Logar | 9                   | 15                  | 11            | 8             | –             | –             | 11             | 9              |
| Katja Markuta | 13                  | 30                  | –             | –             | –             | –             | 19             | 12             |
| Pia Mazi | –                   | –                   | 14            | 7             | –             | –             | 26             | 28             |
| Zala Mihelčič | 20                  | 18                  | –             | –             | 27            | 26            | –              | –              |
| Nika Prevc | 8                   | 4                   | 1             | 1             | 2             | 3             | 2              | 1              |
| Jerneja Repinc Zupančič | 1                   | 27                  | 4             | 3             | –             | –             | –              | –              |
| Nika Vetrih | 6                   | 6                   | 2             | 4             | –             | –             | 17             | 10             |
| Szwajcaria |                     |                     |               |               |               |               |                |                |
| Sina Arnet | 21                  | 19                  | 23            | 22            | 14            | 22            | 10             | 11             |
| Rea Kindlimann | 22                  | 22                  | 27            | 27            | 21            | 23            | 14             | 14             |
| Emely Torazza | 19                  | 11                  | 6             | 11            | 11            | 16            | 6              | 5              |
| Włochy |                     |                     |               |               |               |               |                |                |
| Martina Ambrosi | –                   | –                   | 19            | 15            | –             | –             | 16             | 17             |
| Camilla Henni Comazzi | –                   | –                   | 3             | 6             | 9             | 11            | 20             | 31             |
| Asia Marcato | –                   | –                   | 26            | 29            | 12            | 10            | –              | –              |
| Greta Pinzani | –                   | –                   | 29            | 26            | –             | –             | 25             | 27             |
| Lena Prinoth | –                   | –                   | 28            | dns           | –             | –             | –              | –              |
| Annika Sieff | –                   | –                   | –             | –             | –             | –             | dns            | 7              |
| Noelia Vuerich | –                   | –                   | –             | –             | 26            | 25            | –              | –              |
| Martina Zanitzer | –                   | –                   | 12            | 13            | 18            | 12            | 24             | 19             |
| Legenda |                     |                     |               |               |               |               |                |                |
| 1-3 4-30 poniżej 30 dns – Zawodniczka zgłoszona, nie wystartowała w konkursie. dsq – Zawodniczka została zdyskwalifikowana w konkursie - – Zawodniczka nie została zgłoszona do konkursu. |                     |                     |               |               |               |               |                |                |

## Klasyfikacja generalna
Stan po zakończeniu sezonu 2020/2021
| Miejsce | Zawodniczka             | Występy | Punkty |
| ------- | ----------------------- | ------- | ------ |
| 1.      | Nika Prevc              | 8       | 597    |
| 2.      | Vanessa Moharitsch      | 8       | 472    |
| 3.      | Hannah Wiegele          | 6       | 321    |
| 4.      | Michelle Göbel          | 8       | 311    |
| 5.      | Jerneja Repinc Zupančič | 4       | 270    |
| 6.      | Nika Vetrih             | 6       | 246    |
| 7.      | Emely Torazza           | 8       | 216    |
| 8.      | Tinkara Komar           | 6       | 200    |
| 9.      | Lia Böhme               | 8       | 190    |
| 10.     | Julia Mühlbacher        | 4       | 187    |
| ...     |                         |         |        |